# 賀潤
賀潤（14世紀—15世紀），陝西慶陽府寧州石橦里人，明朝政治人物。

## 生平
賀潤個性聰慧，立志堅定，讀書不拘泥舊習，是洪武二十九年（1396年）丙子科陝西鄉試舉人，三十年（1397年）丁丑科進士。授盧氏縣知縣，以德行感化人民，不用刑法示威，當時地方久不下雨，他就齋沐蔬食引罪自咎，並在社壇禱告，很快雨水就降下，同年亦豐收，永樂二年（1404年）陞河南道監察御史，調浙江道監察御史，出為吉安府知府，有聲譽。

## 引用
1. 1 2  康熙《【甘肅】寧州志·卷五》：賀潤 石橦里□甲人，洪武二十九年舉人，三十年進士，授浙江道御史，陞吉安府知府，剔歷有聲，賦性聰慧，立志堅凝，讀書不泥舊習，能深契蘊奧，寧之科第自公始矣。
2. ↑  光緒《重修盧氏縣志·卷十一·職官》：賀潤，陝西寧州人，係進士，洪武三十年除本縣知縣，化民以德，不事刑威，期年不雨，齋沐蔬食引罪自咎，禱於壇雩，甘霖立降，是歲大熟，後陞河南道監察御史。
3. ↑  《明太宗文皇帝實錄·卷三十六》：（永樂二年十一月）癸卯擢中書舍人唐恕、工科辦事官甘鏞、賓州儒學訓導歐陽謙、盧氏縣知縣賀潤、高要縣知縣黃禎、淄川縣知縣石魯俱為監察御史。